# Moira Walls
Moira Walls (Moira Lindsay Walls, verheiratete Maguire; * 4. Mai 1952 in Glasgow) ist eine ehemalige britische Hochspringerin, Weitspringerin und Fünfkämpferin.
Bei den Leichtathletik-Europameisterschaften 1969 in Athen wurde sie Neunte im Weitsprung und schied im Hochsprung in der Qualifikation aus.
1970 gewann sie für Schottland startend bei den British Commonwealth Games in Edinburgh Bronze im Hochsprung. Im Fünfkampf wurde sie Vierte und im Weitsprung Fünfte.
Bei den Olympischen Spielen 1976 in Montreal kam sie im Hochsprung nicht über die erste Runde hinaus. 
1969 wurde sie Englische Meisterin im Fünfkampf. Viermal wurde sie Schottische Meisterin im Hochsprung (1969, 1970, 1975, 1984), dreimal im Fünfkampf (1969, 1970, 1977) und je einmal im Weitsprung (1969) und im 100-Meter-Hürdenlauf (1969).
Ihre Tochter ist die Ruderin Lindsey Maguire.

## Persönliche Bestleistungen
- Hochsprung: 1,87 m, 11. Mai 1980, Edinburgh
- Weitsprung: 6,43 m, 18. September 1970, Bukarest
- Fünfkampf: 4632 Punkte, 1970